# Villeneuve (Vaud)
Villeneuve is een gemeente en plaats in het Zwitserse kanton Vaud, en maakt deel uit van het district Aigle. Villeneuve telt 4336 inwoners.

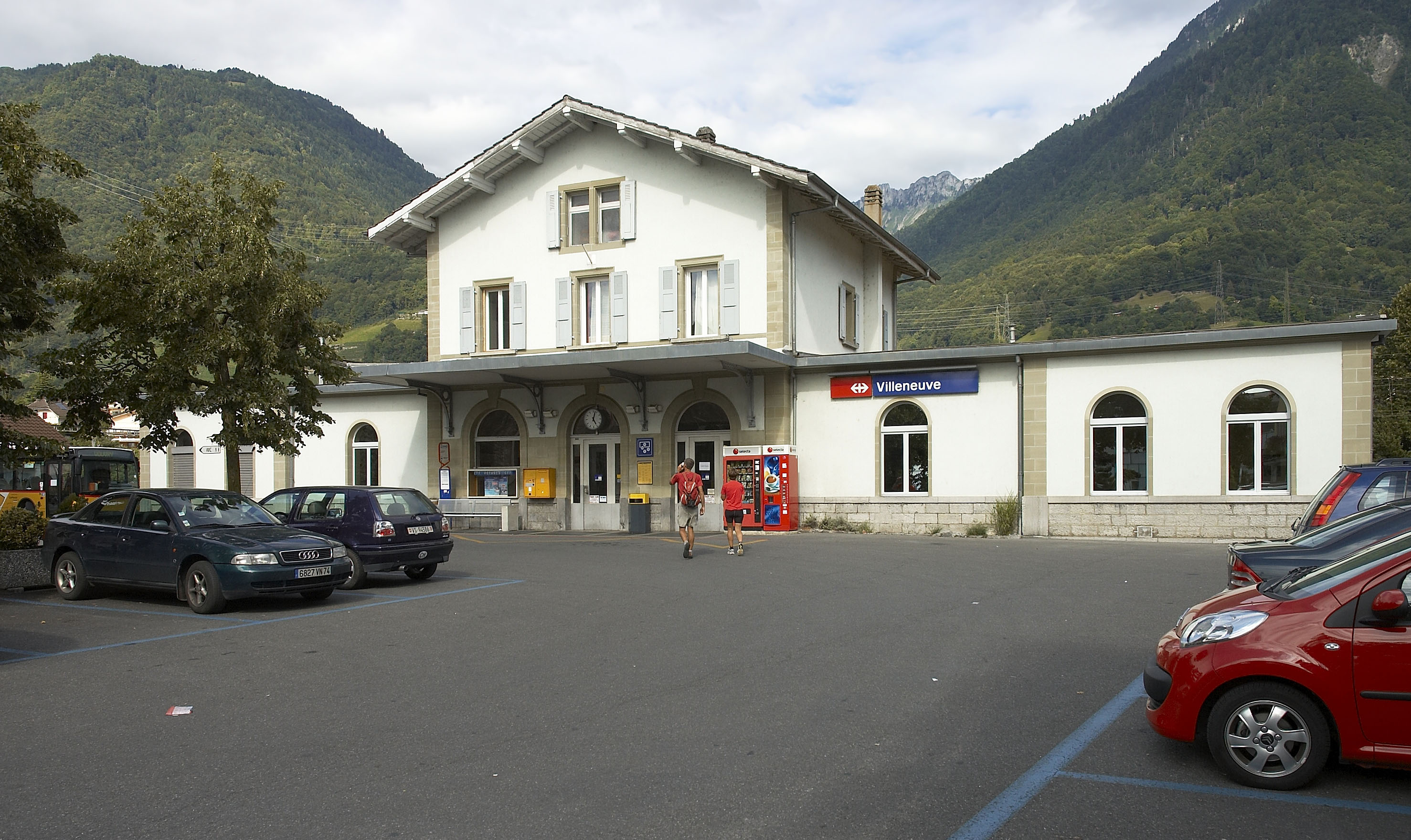
Trein- en busstation in Villeneuve

## Overleden
- Suzanne Besson (1885-1957), journaliste, antisuffragette en schrijfster